# 长沙站
长沙站位于中国湖南省长沙市芙蓉区，是广州铁路集团直属的客运一等站，经过铁路有京广铁路客车外绕线和长株潭城际铁路，并有石长铁路接入。最早的长沙火车站位于小吴门一带，1977年6月30日迁至五一大道东端的现有站址。
长沙车站为广州局集团下辖的直属站，管辖长沙站站部和长株潭城际车站长沙西至先锋。原长沙站还曾下辖高铁长沙南站及其建制，2016年5月分出。

## 历史
位于小吴门至浏城桥之间的长沙老火车站于1911年1月啟用，启用时仅有3股道，候车室面积仅160平方米，只能容纳100余人候车。1949年，长沙火车站划归衡阳铁路管理局武昌分局管理，但当时的车站设施较启用时仍无明显改善。为此，旧长沙站于1950年开始逐年接受改扩建，至1965年已有客运房屋5366平方米，站台雨棚两座共计2330平方米，行包房866平方米。1958年8月26日，因应京广线蒲衡复线开工在即，中国共产党湖南省委员会提出将长沙车站东移的计划。
铁道部于1965年新建捞刀河至黑石铺的外绕线，供直通货车使用。1967年，窑岭站北侧建成“长沙新站”，主要为直通货物列车给水站，同时始发长沙至武昌、南昌方向的直通旅客列车。1975年1月1日起，长沙至怀化、广州的列车也改在该站到发。长沙新站设正线、到发线、存车线各一股，并设有一座半永久性站房。
60年代末期，经过多次改建的原长沙车站仍然无法满足日益增长的运输需求，且无法继续原地扩建，国家计委因此批准在长沙外绕线上建设新客站。新客站的方案设计工作于1975年4月正式开始，同年12月得出三个备选方案，1975年3月报铁道部审批，国家建委、建委研究院等单位参加审查。1975年4月，长沙新客站立面的设计确定为钟塔式立面，同年9月1日动工。此后，长沙市革命委员会发动和组织市民支援车站建设工程，建站义务劳动的参加者超过40万人次。
1977年6月30日，长沙新客站建成，是当时国内第二大铁路客站，通车典礼于当天15时举行，当天18时05分发车的2次特快列车成为第一班从长沙新客站开出的旅客列车。大楼上“长沙”二字取自毛泽东的手迹《沁园春·长沙》。
1998年10月16日，石长铁路建成通车，通车仪式在长沙站举行。2005年车站进行小规模扩建，收回出租已久的第三候车室，并将站场规模由原先的三台六线扩建至四台八线。
2008年1月，因雪灾导致京广铁路电力机车无法运行，大量旅客滞留车站。国务院总理温家宝于1月29日到长沙站探望滞留的旅客，并向旅客讲话。
2009年7月，因应中华人民共和国成立60周年，长沙站钟楼顶部的火炬重修。次年2月，长沙火车站地铁站在火车站前开工。2013年4月-5月，由于此前频繁发生故障，长沙站钟楼更新设备。
2015年4月15日，长株潭城际铁路长沙站在既有长沙站东侧开工，东站房主体结构于2016年1月5日建成。2016年12月26日，长株潭城际铁路（长沙站以南部分）开通运营，长沙站启用位于既有站东侧锦泰广场的城际铁路长沙站新站房。
2016年上半年，因车站主楼和售票处上方的广告牌由于并无建筑许可、属违法广告，在芙蓉区政府和广州铁路文化广告公司长沙分公司多次协调下被拆除。
长沙站东西广场于2020年9月起开始改造工程，2021年1月大致完工。

## 車站設施

### 西站房
长沙站西站房（普速场）主楼于1977年投入使用，由湖南省建筑设计院设计，建筑面积为18,711平方米，包括钟楼715平方米，票房4345平方米，行包房4837平方米，其它房屋13256平方米，可同时容纳6000名旅客候车。主楼设有一高63.1米的车站钟楼，顶部有垂直造型的火炬。“火炬”由红色玻璃组成，由株洲玻璃厂生产，并于2009年进行了翻新。
西站房的客流组织以“地道进站，分散空间，分区候车”为原则。西站房进站口大厅采用前草绿色为装修主调，内高17～18米，中间设有曾晓浒于1983年所做山水画《醴兰沅芷·岳色湘声》。一层设有第三和第四候车室，原为南北慢车室，每个候车室长42米，跨度30米。其中第四候车室旁设有军人和母婴候车室，第三候车室内则设有东站房的地下通道入口；二层设有第一和第二候车室，南翼的第一候车室选用浅灰绿蛋青色，北翼的第二候车室选用浅米黄色，面积均为1008平方米。车站贵宾室花厅位于二层中央，内布有毛泽东诗篇《沁园春·长沙》书法及长沙古城浮雕等屏风壁画。

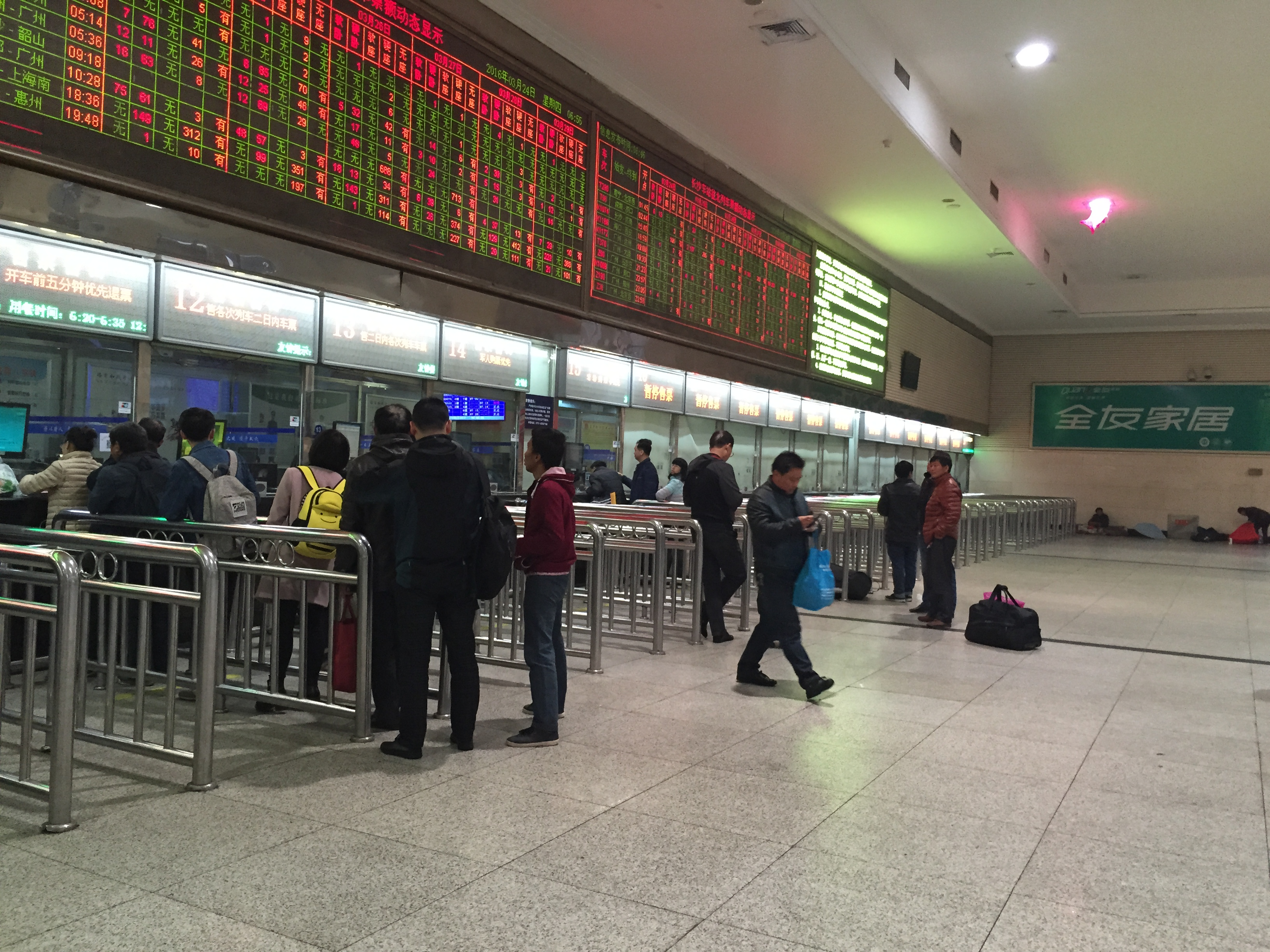
售票大厅内部
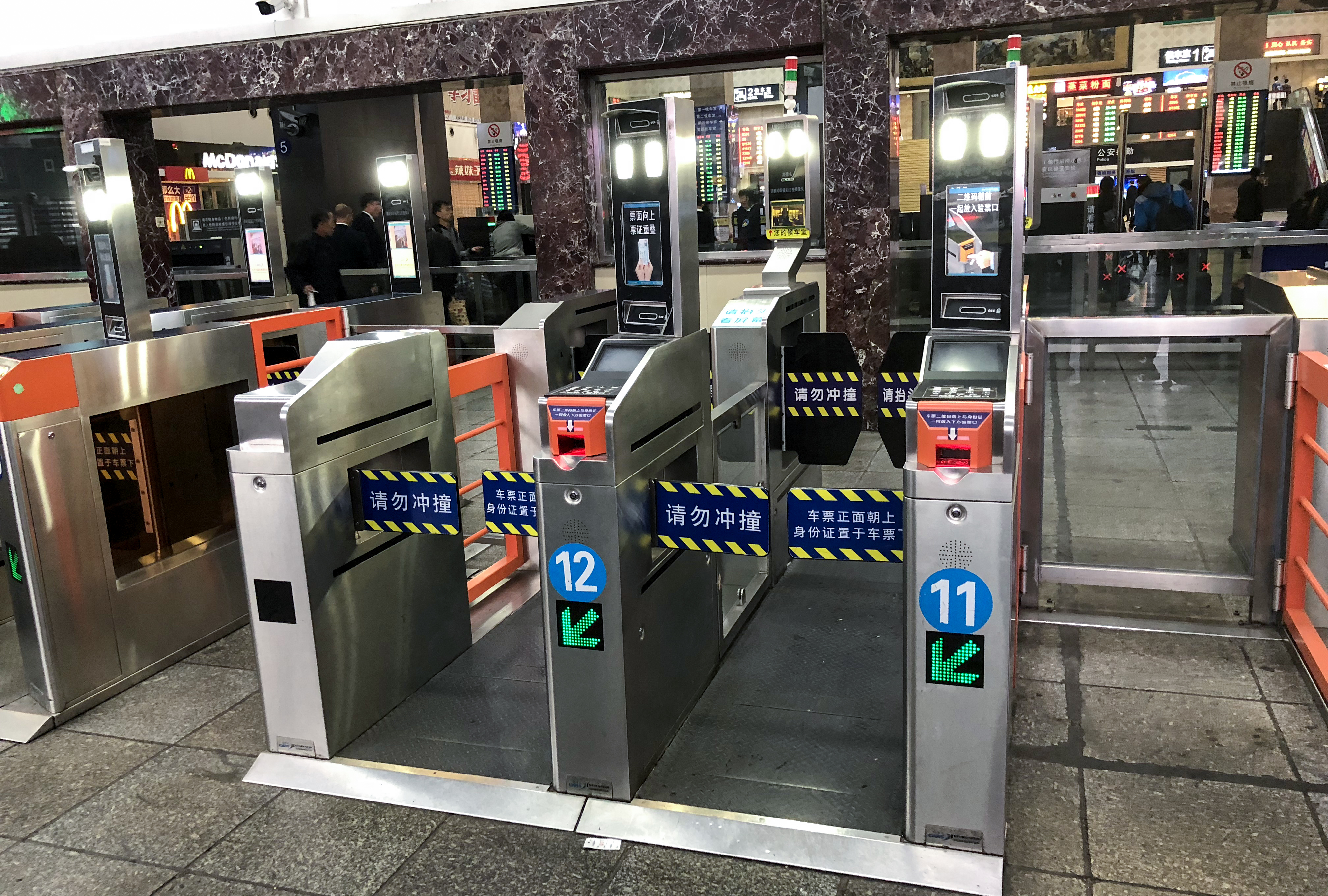
长沙站进站口设置的自助查验设备
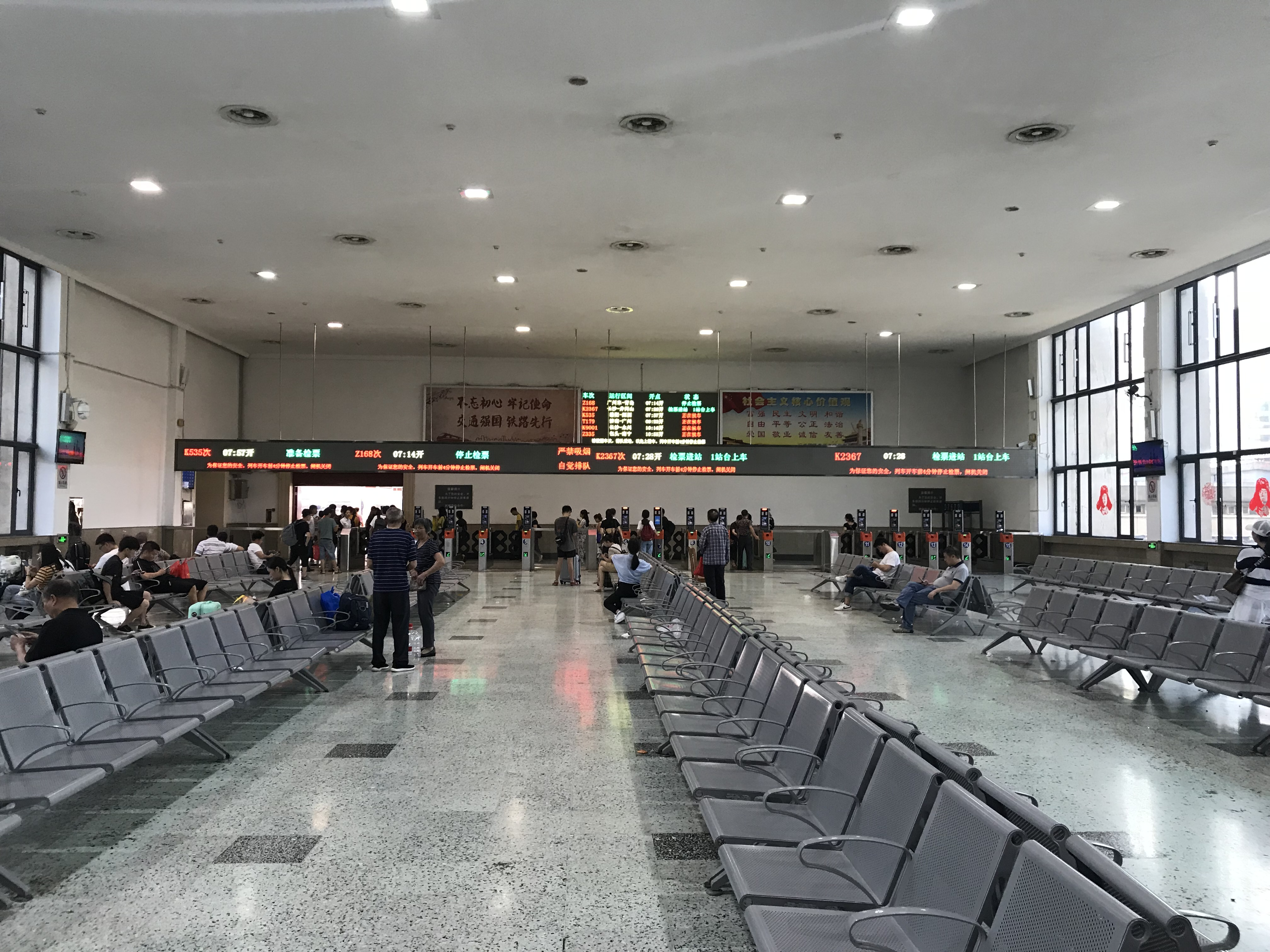
长沙站第一候车室
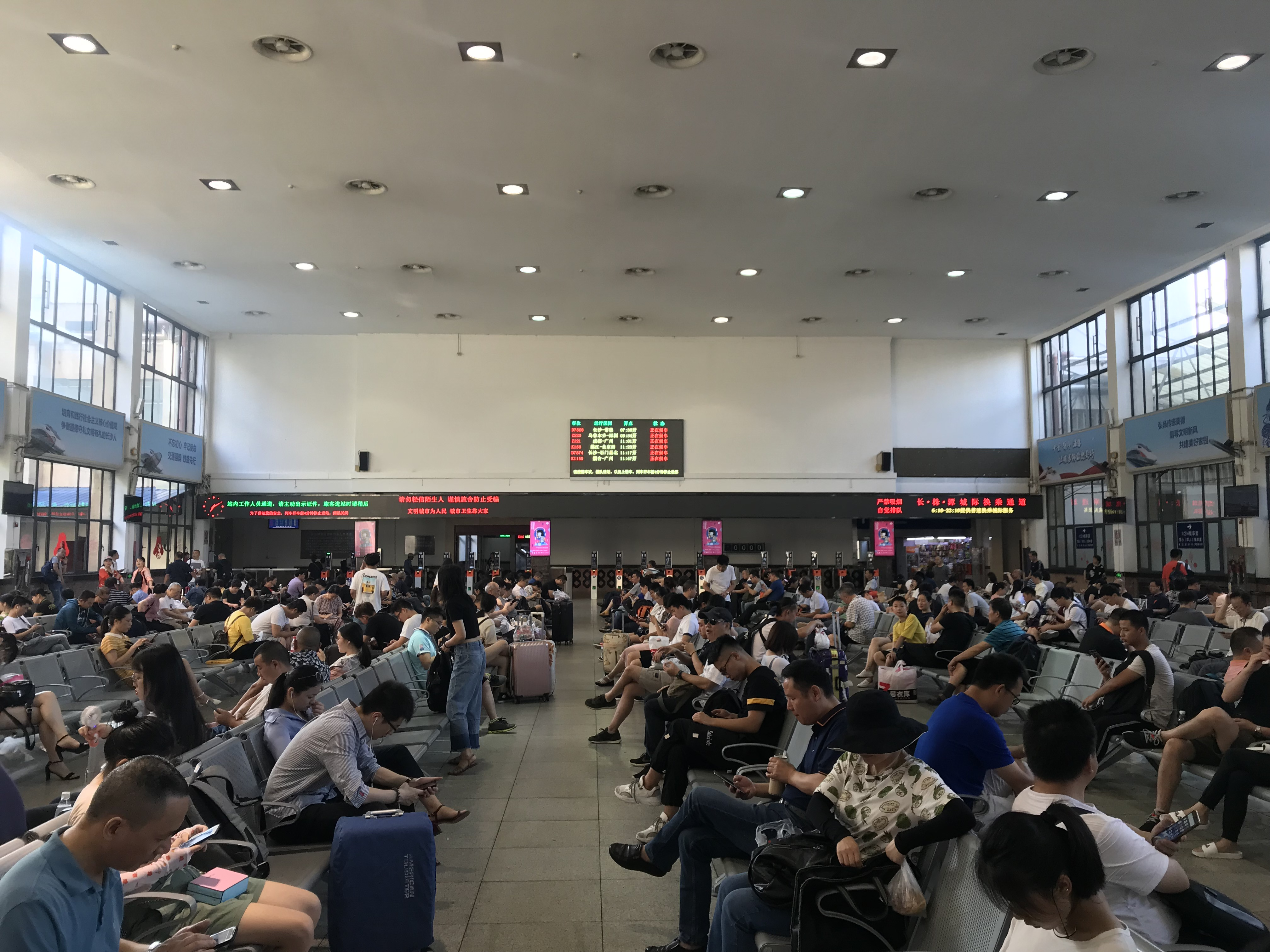
第三候车室内设有通往东站房的地下通道
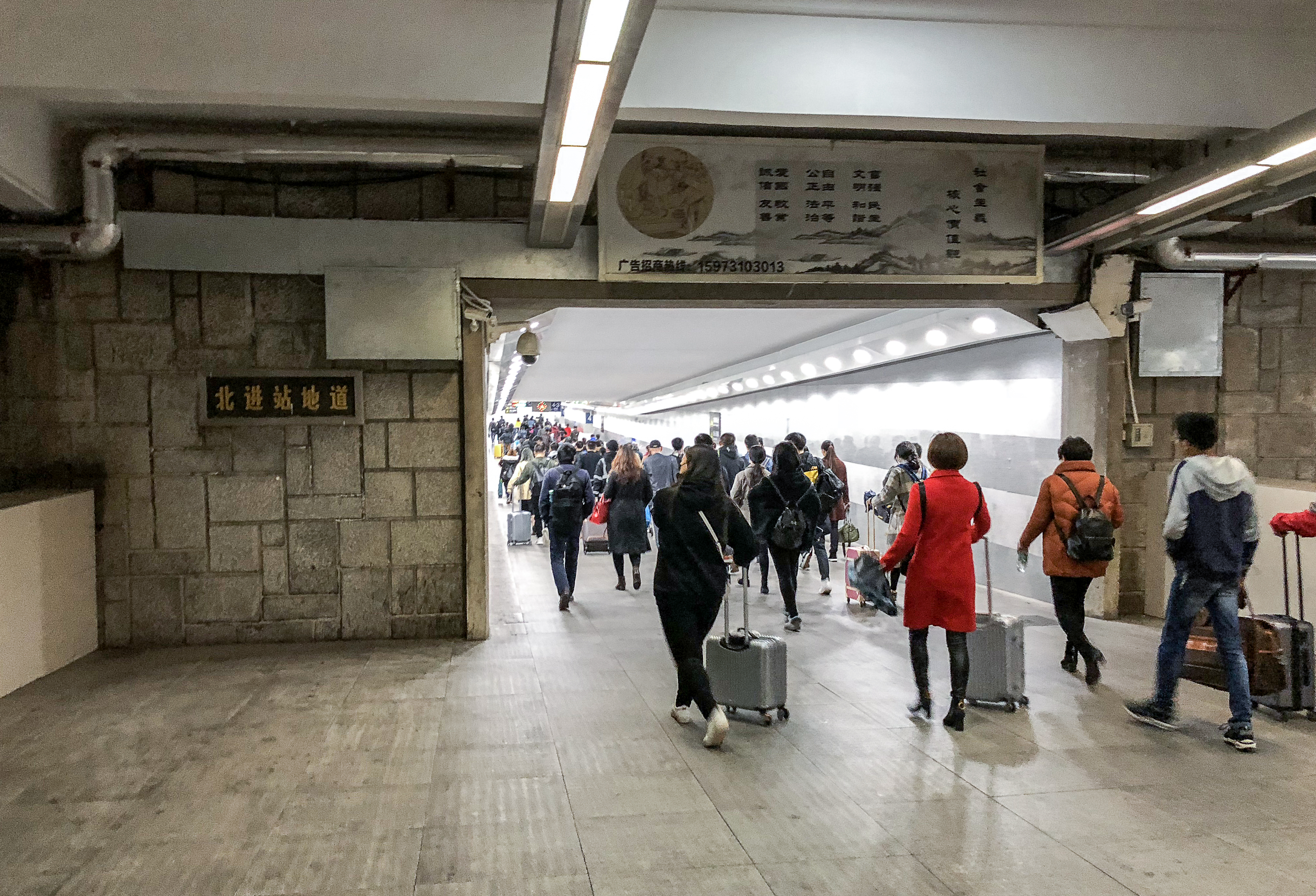
西站房北进站地道

### 东站房
长株潭城际铁路经过长沙站，并在既有站东侧设城际场，其中包括设于锦泰广场西侧的东站房、现有股道东侧的6条城铁股道和站场下方的两条地道。北侧地道连接普速场进站地道，可实现城际场与普速场之间的换乘。目前从长沙出发的长株潭城际本线及跨线列车客票均标有“锦泰广场候车”字样。
东站房总建筑面积1万平方米，长157.5米，宽42米；建筑总高度20米，外立面与西站房类似。站房候车室又称为“第六候车室”，设有A、B两个候车区：其中A区为城际铁路候车检票口、B区为普速列车候车检票口，高峰小时发送量为5714人次。

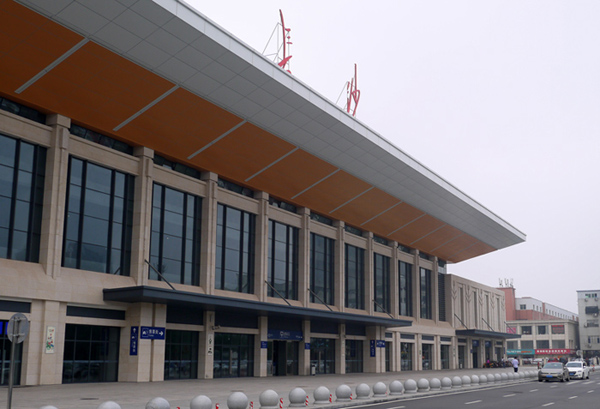
东站房进站口
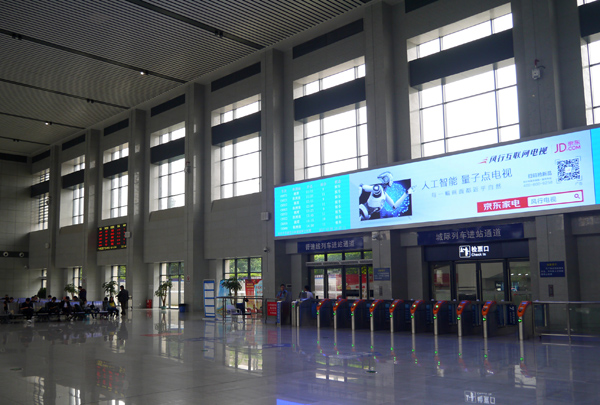
东站房候车大厅
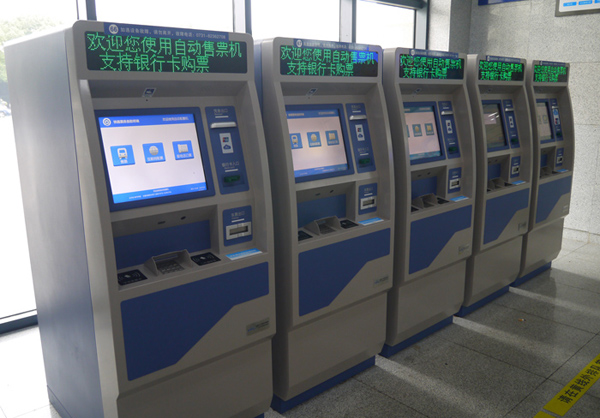
东站房内自助售票机
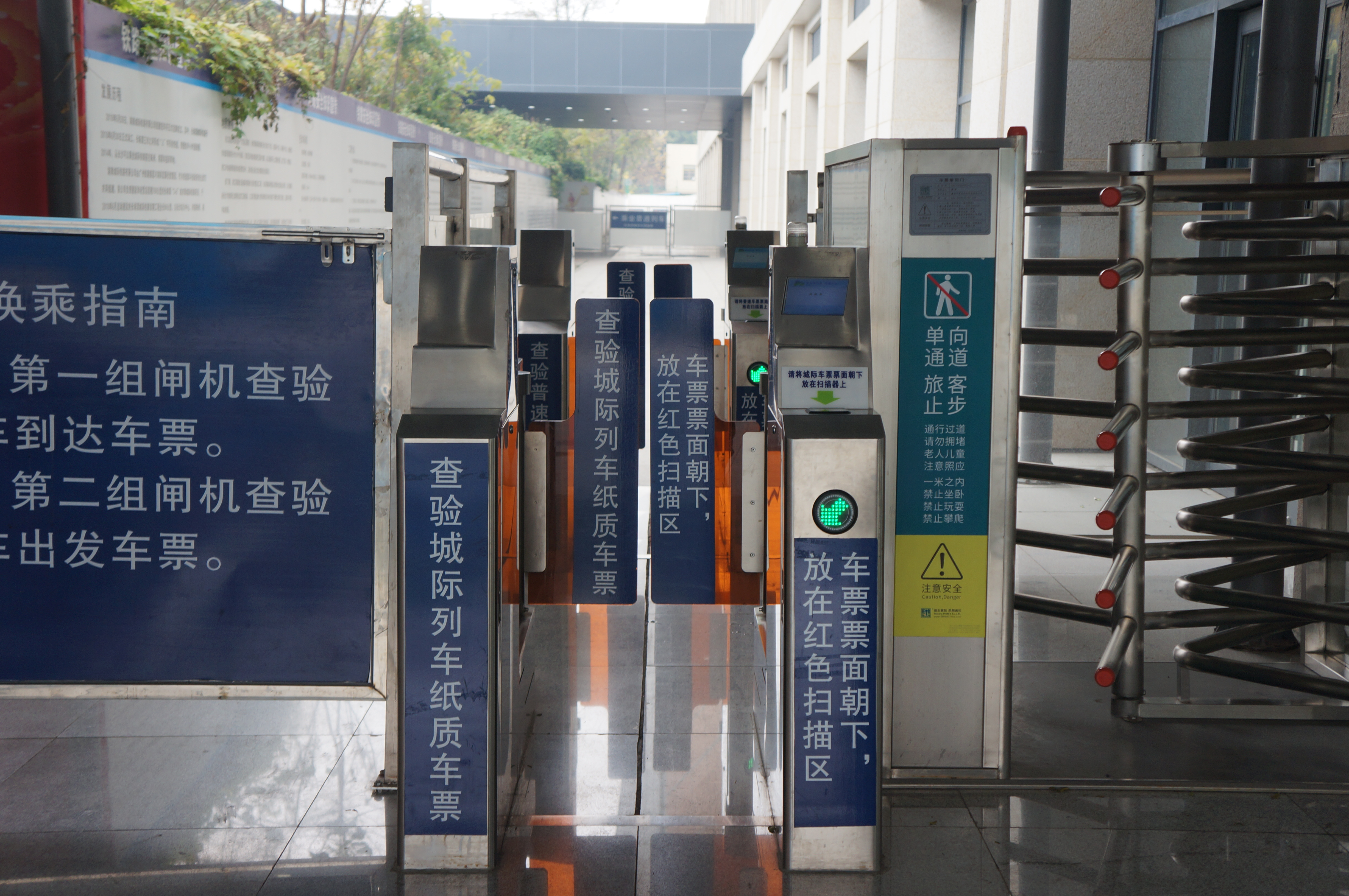
城际场的换乘通道
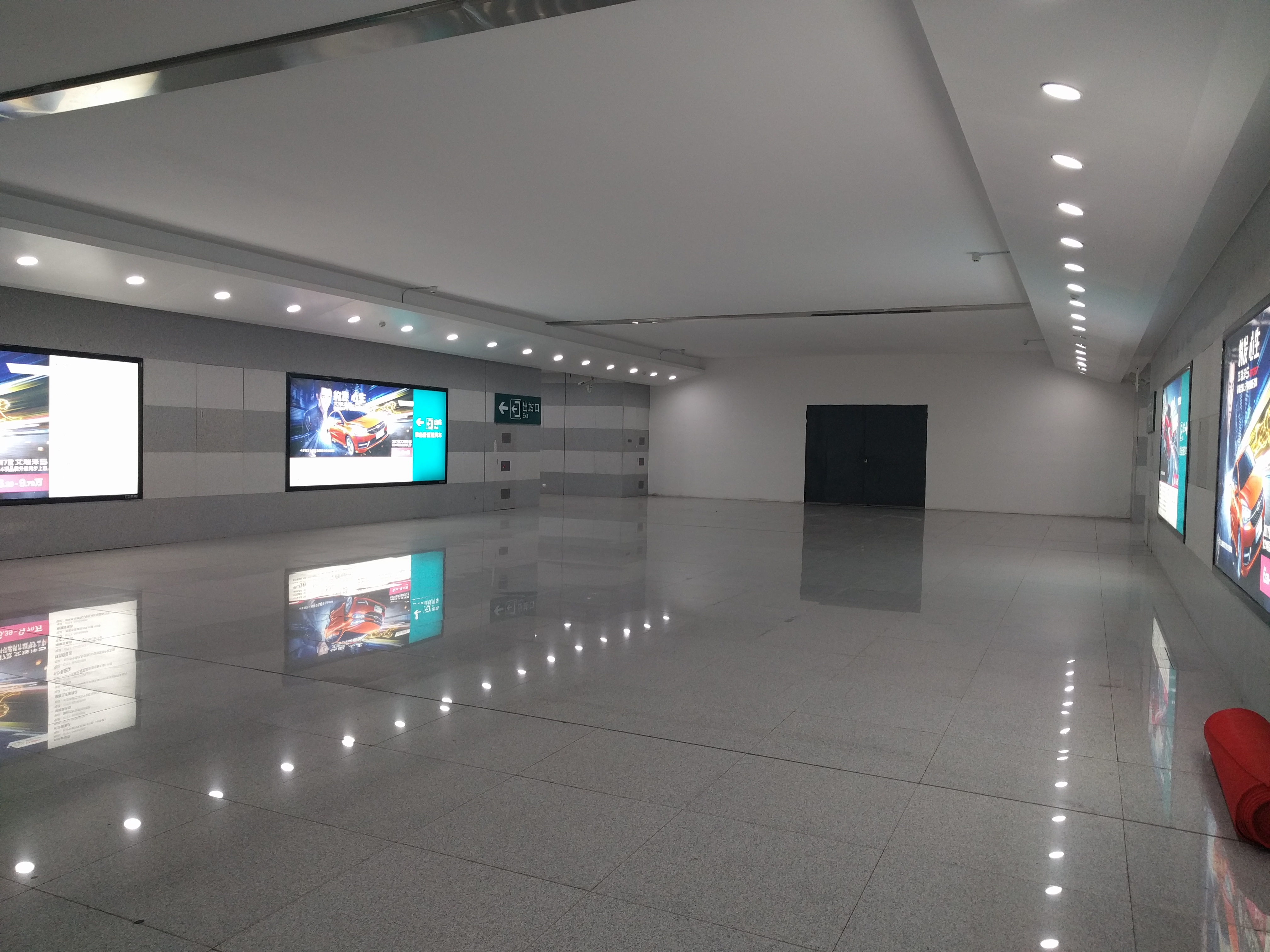
城际场地道

### 站场

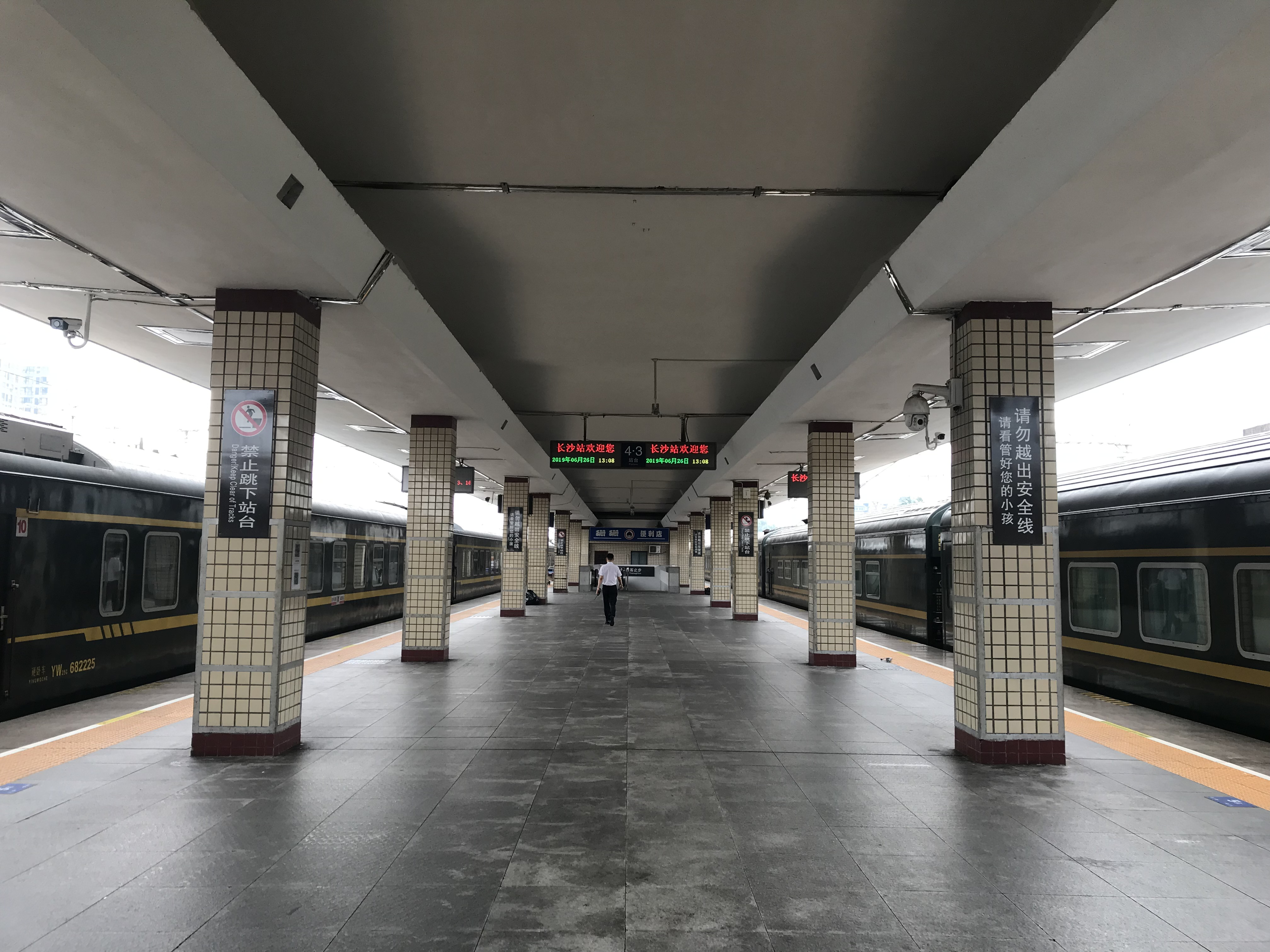
普速场3、4站台，长沙站不设有“2站台”

长沙站普速场建有候车站台4座，共有8条股道。一站台（编号1站台）为侧式站台，宽30米；原二、三站台（现编号3、4号站台和5、6号站台）为岛式站台，宽12米。普速场于2005年后新增1座四号站台（现编号7、8站台）。每座站台均设有长450米的雨棚覆盖。普速场和西站房设有5条地道连接，包括2条进站地道、1条出站地道、1条行包地道和1条邮政地道。
城际场设有3座站台，6条股道。城际场站台和东站房通过2个地下通道连接。城际场和东站房之间为京广铁路正线，下设长沙东站。
普速场南侧设有长沙客技站，内建有15股线路，为客运列车的存放和检修所用。

## 使用情况
长沙站是京广铁路、石长铁路及长株潭城际铁路的枢纽车站。日均办理旅客列车202列，主要为广州站到发及沪昆铁路的各类旅客列车。每日旅客到发达6万人次，办理行包10000余件。

### 始发列车

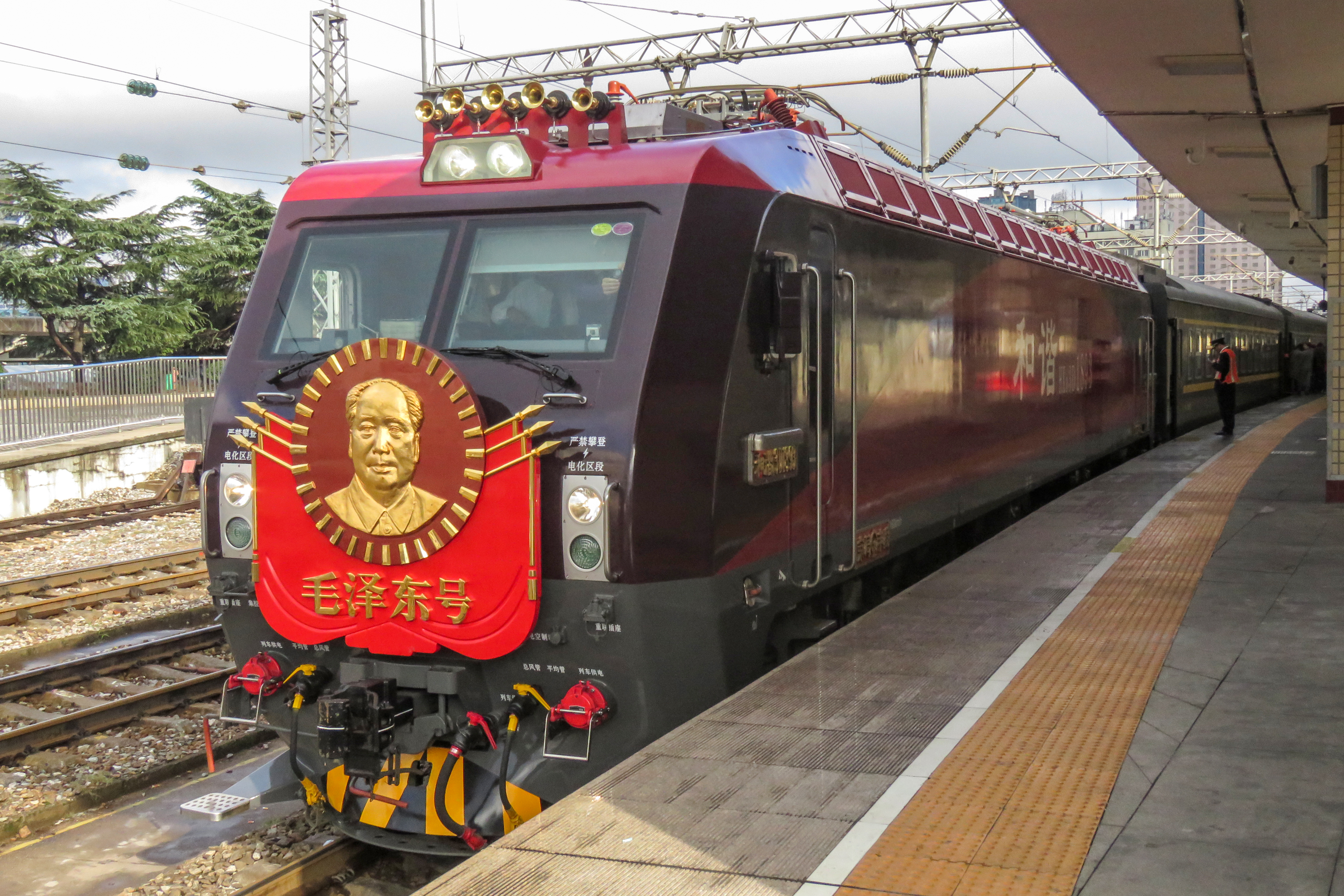
Z2次列车是长沙站始发的进京列车，其本务机车每三天由配属丰台机务段的HXD3D-1893“毛泽东号”担当一班

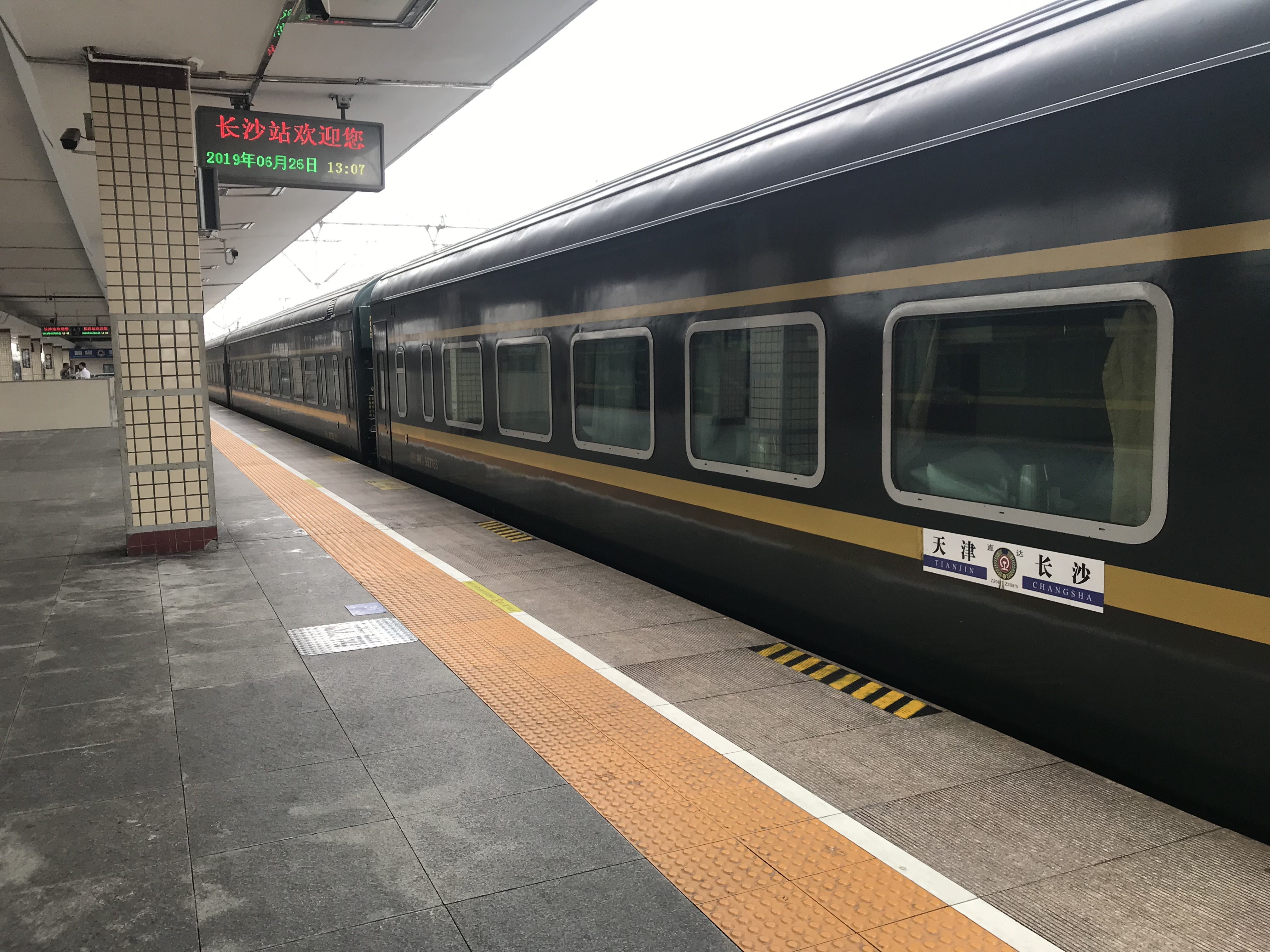
Z207次列车车底停靠在车站站台

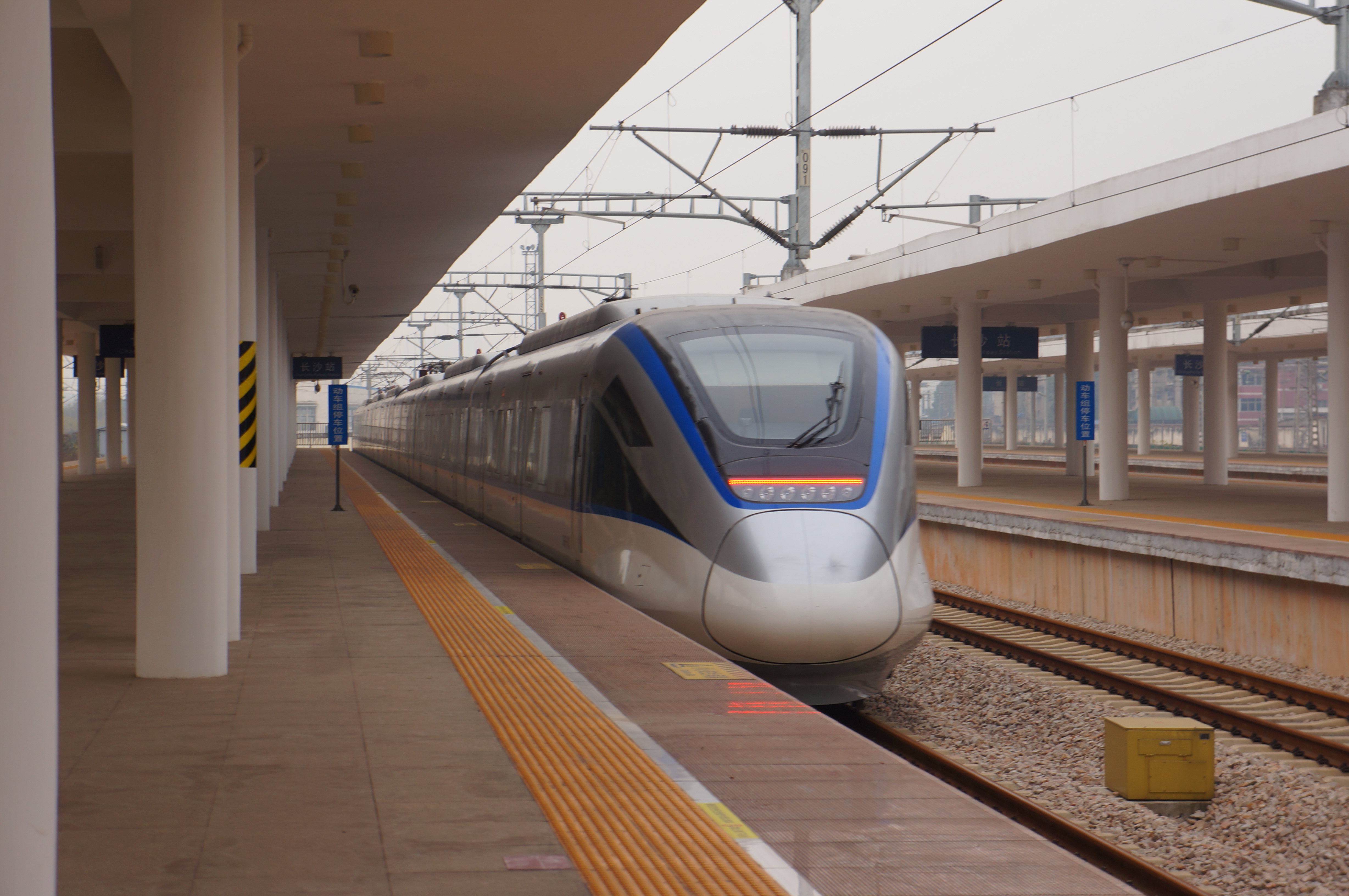
一列长株潭城际铁路使用的CRH6F动车组停靠在城际场站台

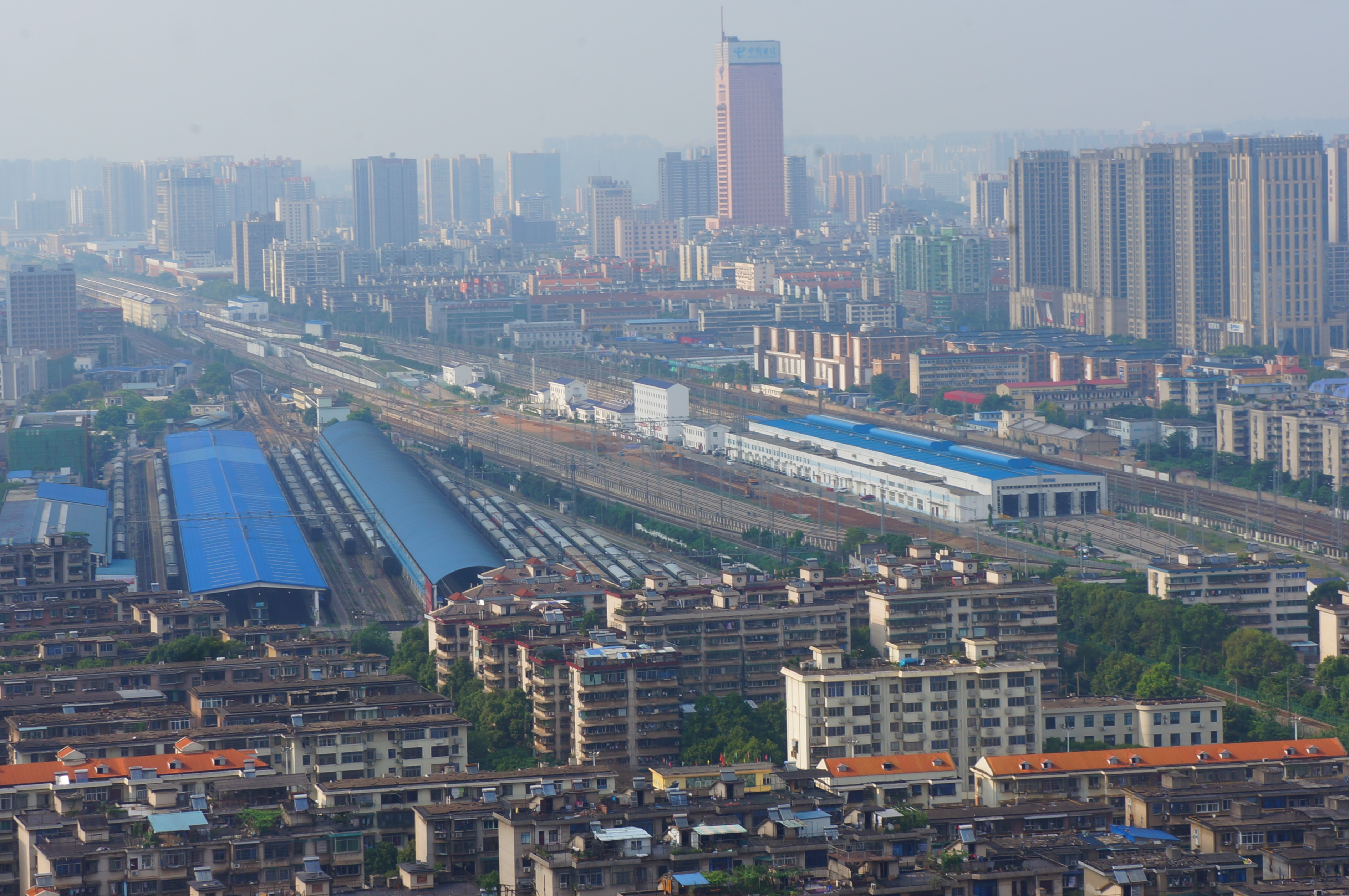
长沙车辆段及动车所远眺

长沙站现时始发的动车组列车均为在长株潭城际铁路运行的列车。在2007年4月至2014年12月，该站也是沪昆既有线动车组列车的始发站，但自2014年12月14日杭长高铁全线开通后，沪昆既有线动车组列车全部停运，而该站也一度成为只办理普速列车接发任务的车站。直至2016年12月底长株潭城际铁路开通，长沙站也恢复为办理动车组列车始发任务的车站。
2017年9月21日起，长沙站开行前往石门县北和常德方向的动车组列车，列车经由经过改造的石长铁路和京广铁路既有线运行。2020年1月10日长石联络线开通后，原石长动车组列车改经长株潭城际铁路运行，同时铁路部门新开行往张家界西、黔江方向的跨线长途城际列车。至2021年10月11日调整运行图时，石长动车组列车停运，全部改为特快列车。2022年常益长高速铁路开通后，长沙站开行G字头的动车组，至12月26日全线开通后形成湖南省内高铁大环线，并开行往张家界方向的高铁。2025年6月28日起，配合渝黔城际铁路开通，长沙站开行至重庆东站的高速动车组列车，7月1日调图后开行至其他方向的高速动车组列车，同时恢复开行石长动车组列车。
| 列车所属路局 | 车次 | 目的地                                                                           |
| ------------ | --- | -------------------------------------------------------------------------------- |
| 跨局列车     | |                                                                                  |
| 北京局集团   | Z208 | 天津                                                                             |
| 成都局集团   | G2434 | 巫山                                                                             |
| 成都局集团   | G2436、G2440 | 重庆东                                                                           |
| 成都局集团   | G2446 | 成都东                                                                           |
| 广州局集团   | G2426、G2430、G2432、G2438、G2442 | 重庆东                                                                           |
| 广州局集团   | G2428 | 万州北                                                                           |
| 广州局集团   | G2448、G2450（非每日开）、K502 | 成都东                                                                           |
| 广州局集团   | D2 | 北京西                                                                           |
| 广州局集团   | Z245、K377 | 上海松江                                                                         |
| 广州局集团   | K2367 | 井冈山                                                                           |
| 广州局集团   | K502 | 成都西                                                                           |
| 济南局集团   | K1074 | 济南                                                                             |
| 哈尔滨局集团 | T184 | 哈尔滨西                                                                         |
| 蘭州局集团   | K1088 | 銀川                                                                             |
| 西安局集团   | G3764 | 西安北                                                                           |
| 管内列车     | |                                                                                  |
| 广州局集团   | C7742、C7744、C7752、C7754、C7756、C7758、C7760、C7762、C7764、C7766、C7770、C7772、C7774、C7782、C7784、C7786、C7788、C7800、C7942、C7944、C7946、C7948、C7950、Z8002 | 张家界西                                                                         |
| 广州局集团   | C7768 | 龙山北                                                                           |
| 广州局集团   | G6520 | 长沙南（经长株潭线、常益长高速线、黔常线、张吉怀高速线、长昆客专运行的环状列车） |
| 广州局集团   | S6901-S6959（只限单数） | 湘潭                                                                             |
| 广州局集团   | S7002-S7018（只限双数） | 石门县北                                                                         |
| 广州局集团   | S7901-S7959（只限单数） | 株洲南                                                                           |
| 广州局集团   | K9209 | 黔城                                                                             |
| 广州局集团   | K9217 | 深圳                                                                             |
| 广州局集团   | K9221 | 惠州                                                                             |

### 过路列车目的地

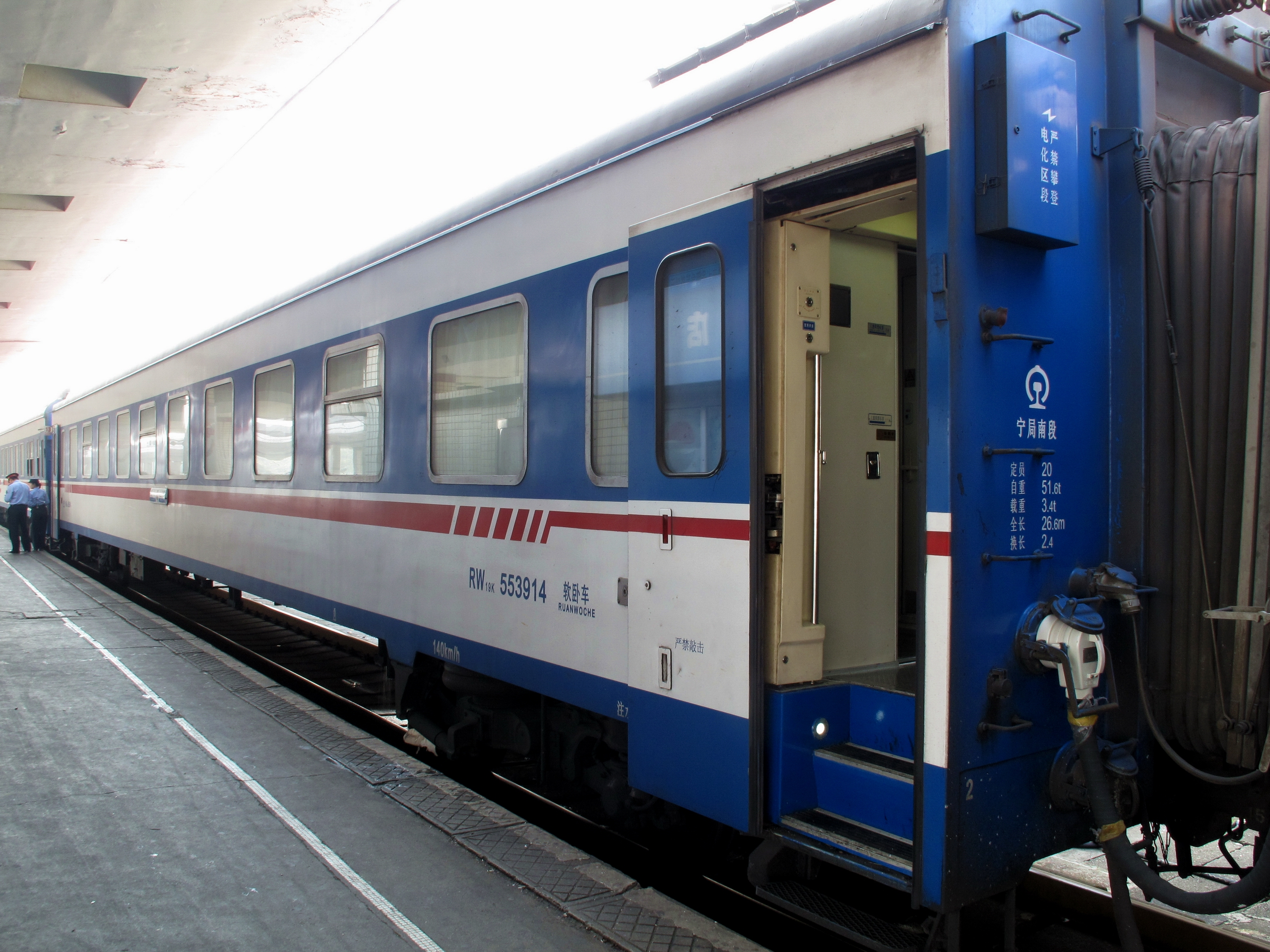
T189次列车停靠

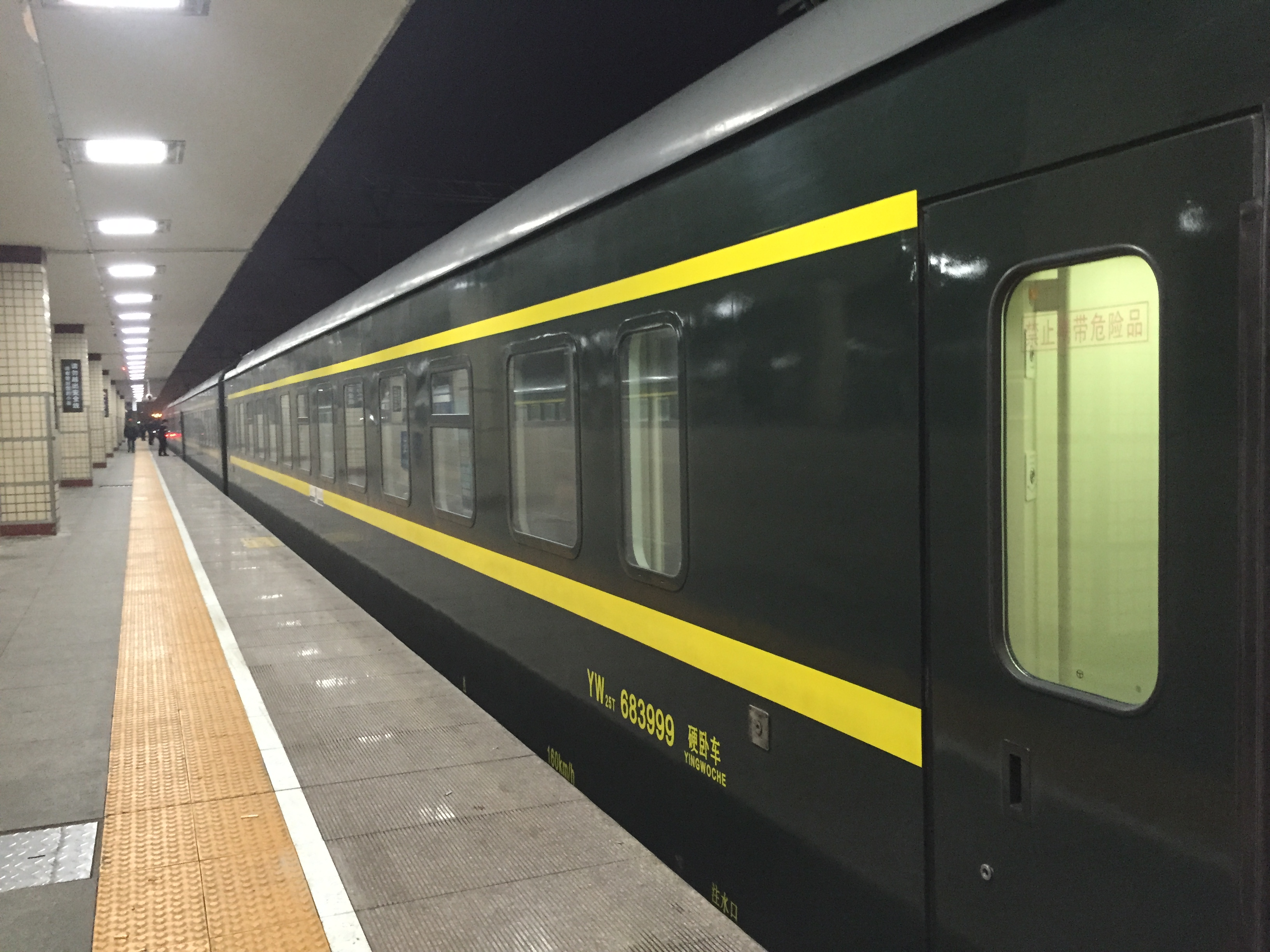
南宁局Z5次停靠在长沙站3站台

| 列车所属路局   | 目的地 |
| -------------- | --- |
| 北京局集团     | 广州白云、石家庄、天津 |
| 成都局集团     | 北京西、广州白云、贵阳、重慶北、上海松江、重庆东、成都东、巫山 |
| 广州局集团     | 北京西、惠州、西寧、广州白云、怀化、上海松江、重慶北、洛阳、三亚、深圳、深圳东、武昌、西安、益阳、张家界西、海口、重庆东、株洲南、麓谷、湘潭、万州北、长沙南、常德、龙山北、石门县北、黔城 |
| 哈尔滨局集团   | 广州白云、哈尔滨西 |
| 呼和浩特局集团 | 包头、广州白云、南宁（集通公司担当） |
| 济南局集团     | 广州白云、济南、青岛北、煙台 |
| 昆明局集团     | 北京西、昆明 |
| 兰州局集团     | 广州白云、兰州、银川 |
| 南昌局集团     | 北京西、南昌 |
| 南宁局集团     | 北京西、南宁、武昌、湛江、郑州 |
| 沈阳局集团     | 长春、大连、广州白云、沈阳北 |
| 太原局集团     | 深圳東、太原 |
| 乌鲁木齐局集团 | 广州白云、乌鲁木齐 |
| 武汉局集团     | 广州白云、深圳東、武昌、襄阳、周口 |
| 西安局集团     | 广州白云、汉中、東莞東、寶雞、西安北、张家界西 |
| 郑州局集团     | 广州白云、洛阳、郑州、新鄉 |
| 青藏铁路公司   | 拉萨、广州 |

## 接驳交通
- （西广场）地铁 
 2号线、 
 3号线長沙火车站
- （东广场）地铁 
 2号线锦泰广场

- 西广场公交站
- 西广场外车站中路
- 西广场停车场

## 轶闻

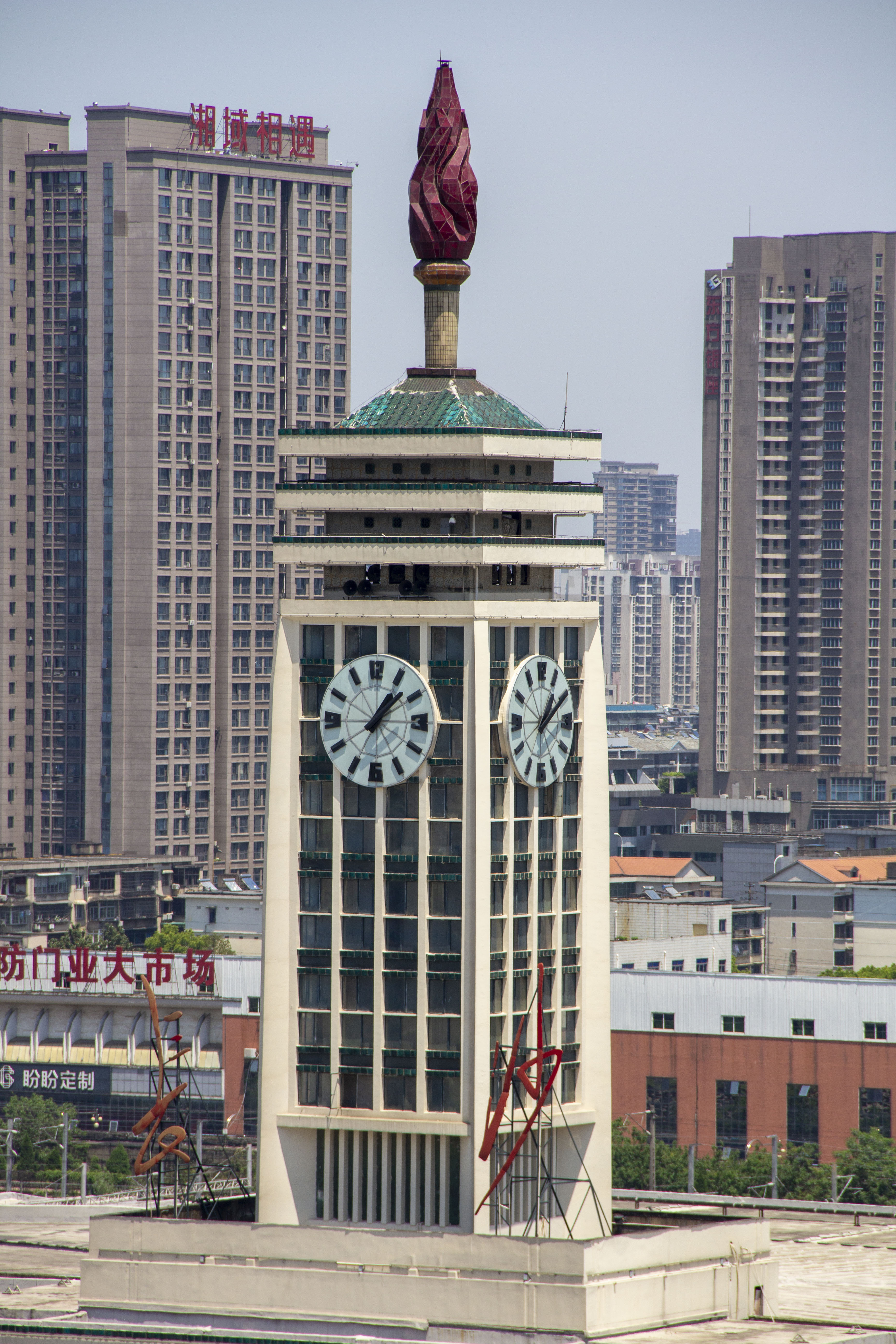
长沙站上的火炬，象征“星星之火可以燎原”。

在设计长沙站钟楼顶部的火炬的时候，由于受到当时政治环境的影响，设计人员曾产生过忧虑，尤其是在火炬的朝向问题上。长沙站坐东朝西，若以车站的正面为火炬的正方向，火焰就朝东飘，即是西风，有违毛泽东所提的“东风压倒西风”，如果按“东风压倒西风”去设计，火焰就会设计成从东往西飘，方向既不合情理，也不好看，后经当时的铁道部长万里决定就设计成垂直造型。而由于最后定型的火炬雕塑形如倒挂的辣椒，一些长沙市民及游客将其视为“红辣椒”。

## 意外事件
- 2001年1月16日清晨，为广州-张家界的T358次列车装卸行包的装卸工在开车铃响后并未停止作业，站台助理在未完全确认装卸作业已停止的情况下发送发车信号，导致行包车的一件800毫米x400毫米x300毫米的行包在列车启动后掉落至股道，将机后第二节的硬座车厢转向架抗侧滚扭杆挤弯曲78毫米。事件导致该节车厢无法继续运行，并进行甩车处理导致列车延误1小时52分发出[48]。
- 2011年9月27日：长沙站钟楼因由于机房停电发生设备故障。[49][50]
- 2012年8月28日：长沙站10千伏站内设备发生故障，引发停电事故，造成京广线18趟列车晚点。[51][52][53]
- 2016年夏季，由于长株潭城际铁路接入施工整修，长沙站中心配电所的供电容量严重不足，导致车站中央空调设备无法满负荷运行。在2016年8月，有媒体测量长沙站候车室室内温度达到35℃，其中1号候车室一度高达38℃，但一楼的商务候车室则是有空调开放，不过需要收钱。此举引发旅客争议，长沙市政协常委、文教委主任陈忞也批评此举“要钱不要脸”。据工作人员的解释，因为车站电路老化，电压不稳无法开空调，但在车站办公室则有空调运转。而商务候车室在2009年就外包给“长沙贵宾商务服务有限公司”，业务与长沙火车站无关。事件曝光后，长沙站公开回应称，车站已联合供电等单位，将对空调电力线路采取临时增容设施，关停车站周边相关广告、商务候车室等经营性场所用电，保证候车室中央空调于8月20日起恢复正常运转。而商务候车室则已于8月17日上午关停整改[54][55]。8月19日，长沙站候车室中央空调恢复使用，广铁集团已公开对此事致歉[56]。